# Thaddäus Weigl
Thaddäus Weigl (* 8. April 1776; † 10. Februar 1844 in Wien) war ein österreichischer Komponist, Dirigent und Musikverleger. Er war der jüngere Bruder und Schüler von Joseph Weigl.

## Werke
- Die Marionettenbude oder Der Jahrmarkt zu Grünwald (Libretto Karl Friedrich Hensler. Uraufführung am 17. März 1795 im Leopoldstädter Theater in Wien)
- Die Unterhaltung auf dem Lande (Libretto: Antonio Muzzarelli. Uraufführung am 12. Juni 1795 in Wien)
- Die unerwartete Zurückkunft (Libretto: Giuseppe Trafieri. Uraufführung am 5. November 1796 in Wien)
- Idoli (Singspiel, Uraufführung 1997 in Wien)
- Cyrus und Thomyris (Ballett)